# 一部曲式
一部曲式也称为一段体或乐段，相当于文学作品中的一个段，在音乐作品中是曲式中最小的结构，只包括一个或几个乐句，可以表达一个相对完整的乐思，一般用以组成其他曲式中的一部分，但有时也可以自行成为一个完整的歌曲或乐曲，例如歌曲《草原上升起不落的太阳》就是单独由一个乐段组成的。